# استراتژی اقیانوس آبی
در سال ۲۰۰۵ کتابی تحت عنوان راهبرد اقیانوس آبی که حاصل کار بیست ساله پروفسور چان کیم و پروفسور رنه مابورنیا بود، منتشر شد و در کمتر از یک سال میلیون‌ها نسخه از آن به چهل و یک زبان دنیا ترجمه و فروخته شد. استراتژی اقیانوس آبی نتیجه دو دهه تحقیق و مطالعه بر روی بیش از ۱۵۰ حرکت استراتژیک دنیا در بیش از ۳۰ صنعت متفاوت در طی ۱۰۰ سال گذشته‌است، این رویکرد بکارگیری پیروی هم‌زمان از دو نوع استراتژی تمایز و استراتژی کاهش هزینه می‌باشد. در عین حال مجموعه‌ای از متدولوژِها و ابزارهای مدیریتی برای ایجاد یک فضای بازار جدید و بی‌رقیب را در اختیار سازمان‌ها قرار می‌دهد.
به طور خلاصه میتوان گفت که منظور از استراتژی اقیانوس آبی یعنی _ایجاد تقاضایی که وجود نداشت اما نیاز به اون احساس میشد._در این نوع از بازار در واقع شما رهبر و پیشرو خواهید بود زیرا هنوز رقیبی ندارید ! نویسندگان کتاب بازار های معمول و پر رقابت رو به اقیانوس سرخ تشبیه کرده‌اند که در واقع میدانی پر از خون و خونریزی است و رقابت بسیار مشکل. ولی در عوض اقیانوس آبی استراتژی است که در آن شما خود خلق بازار میکنید و حداقل تا مدتی رقیبی نخواهید داشت و میتوانید از اقیانوس آبی‌تان لذت ببرید.

## مقدمه
پارادایم رقابت در فضای کسب و کار، بر ذهن بسیاری از مدیران امروز جهان سیطره دارد، مدیران تنها راه پیروزی و موفقیت سازمان خود را در پیشی گرفتن از رقبا و گرفتن سهم بیشتر از بازار تقاضای موجود می‌دانند. آزاد شدن ذهن مدیران از این پارادایم نیازمند دیگر گونه نگریستن به مفهوم استراتژی است.
نویسندگان کتاب راهبرد اقیانوس آبی معتقد هستند که تنها راه پیروزی در رقابت توقف تلاش برای پیروزی در رقابت است و به جای ورود به رقابت خونین در اقیانوس سرخ باید وارد فضای بازار نامحدود اقیانوس‌های آبی شد و دست به خلق تقاضا زد. بازاری که در آن هنوز قواعد بازی مشخص نشده است و فرصتی برای رشد بسیار سودآور وجود دارد. در یک کلام به جای گرفتن سهم بیشتر از کیک باید به دنبال بزرگتر کردن کیک بود.
در ادبیات راهبرد و در مبحث دیدگاه مبتنی بر منابع، همین نگاه را با لغات و اصطلاحات دیگری مشاهده می‌کنیم. اما آنچه این کتاب را ارزشمند می‌سازد ارائه چارچوب‌های عملی و تحلیلی، علی‌الخصوص برای تدوین راهبرد برای محیط‌های متلاطم نظیر ایران است.